# Jean Chambon
Jean Chambon, né le 7 septembre 1913 à Pageas (Haute-Vienne), mort à Paris le 20 février 1979, est un vétérinaire et député français de parti politique UDR qui a fait partie de la IVe législature de la Cinquième République française. Son mandat s'est étendu du 30 juin 1968 au 1er avril 1973 dans la 2e circonscription du Pas-de-Calais.

## Biographie
Vétérinaire de profession, il entre dans la vie politique, en 1967, en se présentant, en tant que suppléant d'Henri Duflot.
La même année, il devient conseiller général du canton de Beaumetz-les-Loges, mandat qu'il détient jusqu'en 1979. Il est élu député, en 1968, battant le sortant, Henri Guidet, il détient ce mandat jusqu'en 1978, date à laquelle il est battu, par Jean-Pierre Defontaine. De 1968 à 1978, il est membre de droit du conseil régional du Nord-Pas-de-Calais.